# مات دوفي
مات دوفي (بالإنجليزية: Matt Duffy)‏ هو لاعب كرة قاعدة أمريكي، ولد في 15 يناير 1991 في لونغ بيتش في الولايات المتحدة.

## وصلات خارجية
- مات دوفي على موقع دوري كرة القاعدة الرئيسي (الإنجليزية)
- مات دوفي على موقعبيزبول رفرنس.كوم (الدوري الرئيسي) (الإنجليزية)
- مات دوفي على موقعبيزبول رفرنس.كوم (الدوري الثانوي) (الإنجليزية)
- مات دوفي على موقع إي إس بي إن.كوم (أم.أل.بي) (الإنجليزية)
- مات دوفي على موقع مشجعي الرسوم البيانية (الإنجليزية)